# هيو غرين (سياسي)
هيو غرين (بالإنجليزية: Hugh Green)‏ هو محامي وسياسي أمريكي، ولد في 2 يناير 1887، وتوفي في 30 نوفمبر 1968. حزبياً، نشط في الحزب الجمهوري. وقد انتخب عضو مجلس نواب إلينوي.